# Condé-sur-Vesgre
Condé-sur-Vesgre är en kommun i departementet Yvelines i regionen Île-de-France i norra Frankrike. Kommunen ligger i kantonen Houdan som tillhör arrondissementet Mantes-la-Jolie. År 2022 hade Condé-sur-Vesgre 1 264 invånare.

## Befolkningsutveckling
Antalet invånare i kommunen Condé-sur-Vesgre
| Referens: INSEE |